# 恩納村文化情報センター
恩納村文化情報センター（おんなそんぶんかじょうほうセンター）は、沖縄県恩納村にある図書館・観光情報案内機能を有する施設である。

## 概要

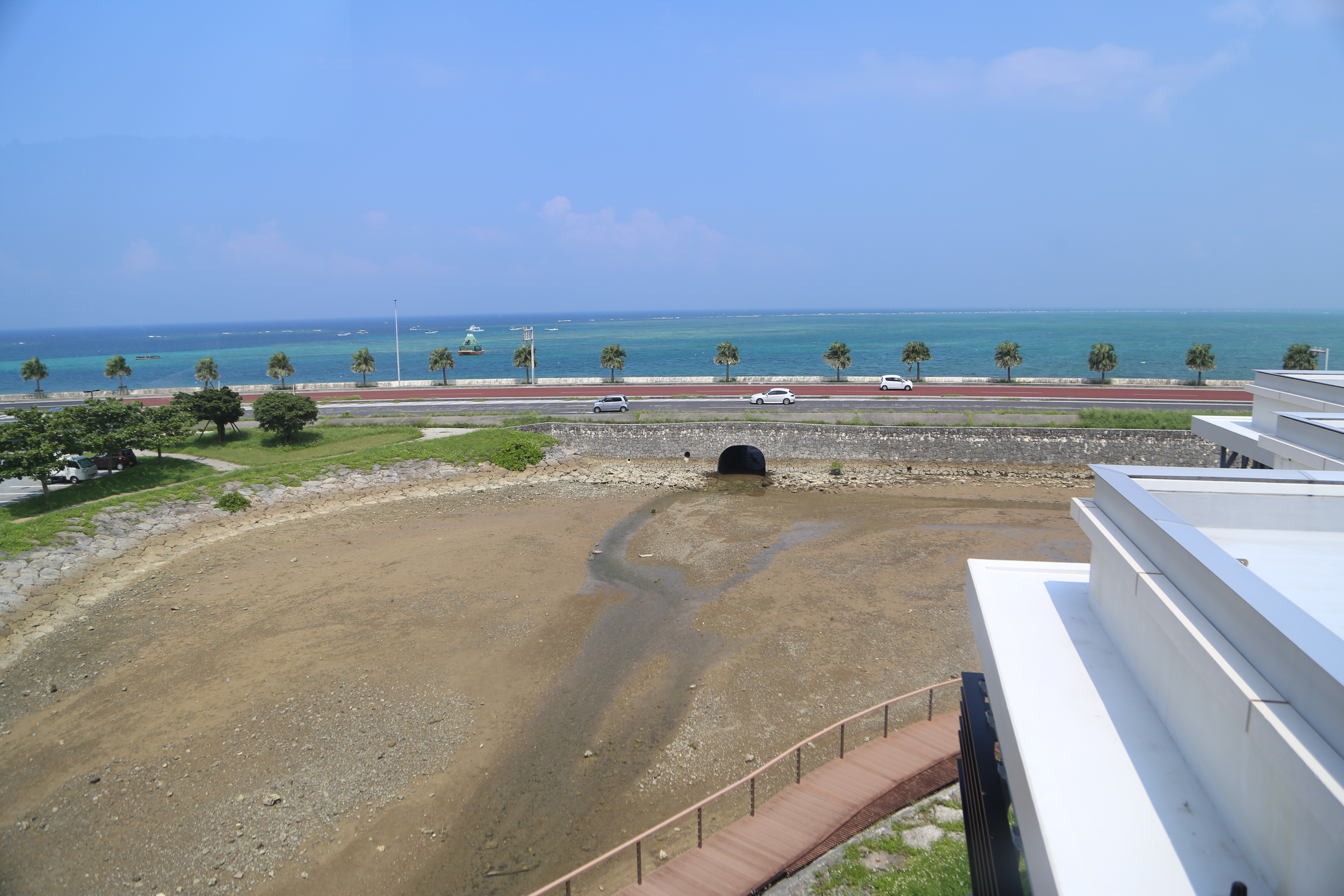
内水面地は国道58号と東シナ海を望むことができる

沖縄県恩納村仲泊地区の内水面地の一角にあり、国道58号から分岐する村道との間に位置する。2015年に開館した。1階に観光情報フロア、2階に図書情報フロア、3階に展望室を有する。3階の展望室からは、国定公園である海岸を眺めることができる。また、晴天時には伊江島を望むこともできる。

## 沿革

### 博物館造成計画から文化情報センター開館計画まで
文化情報センター開設より前にあたる2001年に恩納村博物館が開館した。博物館の専有部分に限らない全体の造成面積は6,748平方メートルである。整備計画においては、村道北側を埋め立てて整備することとし、博物館・駐車場・観光センター・伝統民家の一体整備が含められていた。最終的な博物館整備時は博物館、駐車場、イベント広場などの要素で構成されることとなった。イベント広場が現在の文化情報センターの位置にあたる。
2003年には、図書館設置についての検討を行う「恩納村立図書館及び中央公民館調査検討委員会」が設置された。
2009年3月に「恩納村図書館計画推進委員会」が設置され、2011年3月に設置計画に関する答申が提出された。委員会においては「各字公民館はじめ大学院大学など村の関係機関との連携強化」、「既存施設の利用」、「費用に見合う事業の展開」、「村の観光産業と結びつく特色のある図書館作り」、「専門的職員の配置」などの議論が行われた。その後、2011年4月には生涯学習の拠点となる場を創るために図書館準備室が設置されたほか、同年度中には恩納村博物館に隣接する形で建設することが決定された。

### センターの開館以降
2015年4月23日に本施設が開館し、同月には恩納村の友好都市である石狩市と友好図書館を締結した。恩納村の主要産業である観光と読書施設機能を一体的に提供することで、観光情報発信と住民の読書環境の充実を図ることを目指している。開館から1年3ヶ月を経た2016年8月7日に来館者数10万人を達成している。

#### 受賞・表彰等
- 2019年 - NPO法人知的資源イニシアティブ（IRI）によるLibrary of the Year 2019（LoY2019）の優秀賞を受賞[13]。
- 2021年 - 沖縄県読書活動優秀図書館表彰[14]。
- 2024年 - 文部科学省「子供の読書活動優秀実践図書館」に表彰[15]。

## サービス
夏期には日没まで閉館時間を延長する「サンセットウィーク」を開催した。そのほか、イベントや交流ができる場としても機能している。図書館情報フロアでは、村内に所在するホテルの宿泊客に対して所蔵本を配置・貸出サービスも実施している。
観光情報フロアにおいては、村内で撮影した写真を投稿できる「キオクバンク」や自分だけの地図を作ることができる「フィールドナビ」のページをウェブサイトに設置しており、館内やウェブから閲覧することができる。